# Thomas Carlyle
Thomas Carlyle, škotski zgodovinar, filozof, esejist, satirik, prevajalec in matematik, * 4. december 1795, Ecclefechan, Združeno kraljestvo, † 5. februar 1881, London, ZK. 
Velja za enega najbolj vplivnih konzervativnih socialnih kritikov svoje dobe. Poznan je po svoji kratki tezi o zgodovini, da zgodovina ni nič drugega kot življenja velikih mož, kar je zapisal v delu O herojih, njihovi slavi in herojstvu v zgodovini (1841). Druga pomembna in obsežna zgodovinska dela, s katerimi je prišel do prejšnje ugotovitve, so o Cromwellu, o francoski revoluciji, ki se zaključi z Napoleonom, in o pruskemu kralju Frideriku Velikem. Prevedel je Goethejeva Učna leta Wilhelma Meistra, napisal Schillerjev življenjepis in pod vtisom študij nemškega idealizma satirični roman Sartor Resartus (1836).
Bil je tipičen predstavnik izobraženstva viktorijanske dobe in razgledan učenjak. Po političnih načelih je bil konzervativec, antidemokrat in zagovornik suženjstva. Njegov prispevek v matematiki je geometrijska metoda reševanja kvadratne enačbe poimenovana po njem.

## Zgodnje življenje in šolanje
Thomas Carlyle je bil rojen 4. decembra v majhni vasici Ecclefechan, v grofiji Dumfriesshire, v južnem delu Škotske. Odraščal je v hiši, kjer je vladala močna kalvinistična miselnost. Oče je veljal za skrajnega puritanca, zato tudi ni imel mesta v prezbiterijanski Škotski Cerkvi. Leta 1805 je obiskoval srednjo deško šolo v Annanu (Annan Academy), kjer je pokazal nadarjenost za matematiko in zanimanje za francoščino in latinščino. Starši so mu omogočili šolanje in želeli, da bi postal duhovnik. S tem namenom je bil poslan na Edinburško univerzo leta 1809. Po petih letih študija je leta 1814 zapustil univerzo in postal učitelj matematike. 

## Kariera
Kot učitelj matematike je sprva leta 1814 delal na srednji šoli Annan Academy. Leta 1816 je začel poučevati v Kirkcaldyju, kjer je učil škotski duhovnik Edward Irving. Kasneje sta moža postala prijatelja in Edward Irving je eden redkih ljudi, ki jih je Thomas Carlyle spoštoval.
Po štirih letih poučevanja se je naveličan vrnil na Edinburško univerzo, kjer je leta 1819 začel študirati pravo. Po neuspešnem študiju je postal privatni učitelj in hkrati pisal članke za Enciklopedijo Britannico. Vzporedno se je tudi ukvarjal z nemško literaturo. Pri tem je prišel v stik z nemškim idealizmom predvsem skozi dela Johanna Gottlieba Fichteja in ob tem postal strokovnjak za nemško literaturo. V tem času je izdal prvi prevod Goethejevih Učnih let Wilhelma Meistra (1824). Napisal je tudi Schillerjev življenjepis, ki je izšel v The London magazine leta 1823.
Leta 1826 se je poročil z Jane Baille Welsh. Spoznala sta se prek Edwarda Irvinga. Njun zakon se je izkazal za enega najbolj dokumentiranih in nesrečnih. Pisma, ki sta si jih izmenjevala prikazujejo njune prepire. Na začetku je par večino časa preživel na kmetiji Craigenputtock v Južnem delu Škotske. V tem času je Thomas Carlyle pisal prispevke za Edinburgh Review in pisal satiro Sartor Resartus. Leta 1827 se je neuspešno potegoval za mesto na univerzi St. Andrews. V času, ki ga je preživel na kmetiji, ga je obiskal ameriški esejist po imenu Ralph Waldo Emerson, s katerim je postal prijatelj.
Thomas Carlyle se prijavljal na različna mesta na univerzah, vendar je bil povsod neuspešen. Leta 1834 se je odločil, da se bo z ženo preselil v London. Z ženo sta kupila stanovanje na Cheyne Row, ki danes služi kot muzej v spomin na Thomasa Carlyla. Thomas Carlyle je postal del literarnega kroga, katerega člana sta bila esejist Leigh Hunt in filozof John Stuart Mill. Na začetku sta izredno težko shajala, saj Thomas Carlyle ni želel sprejeti službe pri novinarski hiši The Times, ki mu je službo ponujala od prihoda v mesto. Namesto tega se je lotil pisanja naslednjega velikega dela o francoski revoluciji in upal na preboj.
V letu 1865 mu je bilo ponujeno mesto rektorja na Edinburški univerzi. V času, ko je bil na severu in se seznanjal z dolžnostmi rektorja, mu je umrla žena. Po njeni smrti ni bil nikoli enak.

## Politično udejstvovanje
V jeseni 1866 se je pridružil odboru, ki je deloval kot obramba za guvernerja Jamajke Edwarda Johna Eyra. Edward John Eyre je bil odpuščen z mesta guvernerja po tiranskem vladanju, drakonskih kaznovalnih ukrepih za manjše prekrške in brutalnem zatrtju manjšega upora črnske večine na Jamajki, preden bi le-ta prerasel v večjega. Thomas Carlyle je skupaj z Johnom Ruskinom zagovarjal njegovo oprostitev. Thomas Carlyle je trdil, da je Edward John Eyre rešil celotno britansko vladavino v Zahodni Indiji (West Indies). Spor okoli bivšega jamajškega guvernerja je razdelil britansko javnost.
Svoje vmešavanje v politične zadeve je nadaljeval za čas francosko-pruske vojne leta 1870. Postavil se je na stran Prusije, za kar je dobil leta 1874 najvišje vojaško odlikovanje Kraljevine Prusije imenovano Pour le Mérite. Poleg Prusije mu je odlikovanje ponudil tudi britanski premier Benjamin Disraeli. Ponujeno odlikovanje Grand Cross of the Order of the Bath bi prišlo s pokojnino. Odlikovanje mu je bilo ponujeno s strani britanskega reda imenovanega Most Honourable Order of the Bath.
Thomas Carlyle je umrl 5. februarja 1881 in bil pokopan v rojstnem kraju Ecclefechan.

## Dela

### Sartor Resartus(1836)
Sartor Resartus je delo, ki govori o življenju izmišljenega nemškega filozofa Diogenesa Teufelsdröckha. Delo je bilo sprva objavljeno kot članek v angleški publikaciji Fraser's Magazine kot satira o filozofiji oblačil in oblačenja. Sartor Resartus je delo v kateri je Diogenes Teufelsdröckh predstavljen kot osrednja tema. Neimenovani urednik piše kritiko o delu 'Oblačila, njihov izvor in vpliv', katerega avtor je Diogenes Teufelsdröckh. 
Urednik se prebija skozi filozofijo, ki jo v izmišljenem delu obravnava Teufelsdröckh. Urednik piše avtorju, saj želi nadaljnje informacije v zvezi s samo knjigo. Avtor sam mu nato pošlje vreče papirjev, na katerih je napisana avtobiografija Diogenesa Teufelsdröckha. Papirji so označeni z znamenji zodiaka. Urednik uspe razbrati vrstni red in tako se pokaže celotna avtobiografija. 
Delo se posmehuje nemški filozofiji, ki je nastala v prvi polovici 19. stoletja. Hkrati naj bi Thomas Carlyle uporabil delo za izražanje svojih pogledov na svet.

### Mnenje o suženjstvu
Thomas Carlyle je živel v času, ko je Anglija doživljala preporod. Država je želela ukiniti suženjstvo. Thomas Carlyle je prispeval svoje mnenje k problemu. Postavil se je na stran tistih, ki so zagovarjali suženjstvo. Svoje mnenje je izrazil v delu Occasional Discourse on the Negro Question. Potrebno je poudariti, da Carlyle ni zagovarjal vrnitve na sužnjelastniški sistem. Carlyle je idealiziral stanovsko fevdalno družbo, v kateri ima vsak posameznik svojo vlogo. Zagovarjal je vrnitev na sistem, v katerem je imel podložnik oziroma drug subjekt dosmrtno zaposlitev pri gospodarju. Ta ideja je v času industrializacije in prehoda na kapitalistično družbo v Angliji zamirala. Tako naj bi delavci v kapitalističnem sistemu postali le nomadi, ki potujejo in tekmujejo za službe ter živijo v želji za negotovo plačilo. Carlyle je trdil, da je tak sistem celo slabši kot suženjstvo.
Njegovo podpiranje suženjstva izhaja iz dejstva, da je bil prepričan o obstoju nadrase. S tem mišljenje je druge rase veliko lažje postavil na mesto sužnjev.

### Seznam del
The Life of Friedrich Schiller (1825)

German Romance (1827)

Sartor Resartus (1836)

The French Revolution: A History (1837)

Critical and Miscellaneous Essays (1838)

Chartism (1839)

On Heroes, Hero-Worship & the Heroic in History (1841)

Past and Present (1843)

Oliver Cromwell's Letters and Speeches (1845-1846)

Latter-Day Pamphlets, eight pamphlets bound together (1850)

The Life of John Sterling (1851)

Occasional Discourse on the Nigger Question (1853)

History of Friedrich II. of Prussia, called Frederick the Great, 6 volumes (1858-1865)

Inaugural Address at Edinburgh (April 2nd, 1866) 

Shooting Niagara: and After? (1867)

The Early Kings of Norway: Also An Essay on the Portraits of John Knox (1875)

Reminiscences by Thomas Carlyle, edited by James Anthony Froude (1881)

### V slovenščini
- Zgodovina historične misli II: od Homerja do začetka 21. stoletja.
- 2016. Ljubljana : Založba ZRC, ZRC SAZU. ISBN 978-961-254-900-8. (stran 200-202)
- Zgodovina historične misli : od Homerja do začetka 21. stoletja. 2006. Ljubljana : ZRC SAZU, Založba ZRC.ISBN 961-6568-12-4	. (stran 487-489)
- FELICIJAN, Josip. 2010. Carlylov nazor o zgodovini: inauguralna disertacija, katero je dipl. phil. Jože Felicijan predložil za dosego doktorske časti Slovenska kmečka povest [online]. Ljubljana : NUK. [Citirano

23. 1. 2018]. Dostopno na spletnem naslovu: http://www.dlib.si/details/URN:NBN:SI:doc-B0SIHHI5. (Dostop z namenskega računalnika v prostorih NUK)